# Silvan Wallner
Silvan Wallner (Zurigo, 15 gennaio 2002) è un ex calciatore svizzero, di ruolo difensore.

## Carriera

### Club
Wallner è cresciuto nel settore giovanile dello Zurigo ed ha debuttato il 14 luglio 2020 nell'incontro di Super League perso 4-0 contro il Basilea. Nella stagione 2020-2021 ha giocato con maggior frequenza disputando 19 incontri di campionato.
Il 15 luglio 2022 è stato prestato per una stagione al Wil. Ha realizzato la sua prima rete fra i professionisti il 20 agosto 2022 in Coppa Svizzera contro il Littau.
Il 10 novembre 2024, all'età di 22 anni, risolve il contratto con il Blau-Weiß Linz e contestualmente annuncia il ritiro dal calcio giocato per dedicarsi alla dottrina della sua fede religiosa.

### Nazionale
Ha giocato nelle nazionali giovanili svizzere Under-17, Under-18, Under-20 ed Under-21.

## Statistiche

### Presenze e reti nei club
Statistiche aggiornate al 17 novembre 2023.
| Stagione        | Squadra         | Campionato      | Campionato | Campionato | Coppe nazionali | Coppe nazionali | Coppe nazionali | Coppe continentali | Coppe continentali | Coppe continentali | Altre coppe | Altre coppe | Altre coppe | Totale | Totale | Totale |
| Stagione        | Squadra         | Comp            | Pres       | Reti       | Comp            | Pres            | Reti            | Comp               | Pres               | Reti               | Comp        | Pres        | Reti        | Pres   | Reti   |        |
| --------------- | --------------- | --------------- | ---------- | ---------- | --------------- | --------------- | --------------- | ------------------ | ------------------ | ------------------ | ----------- | ----------- | ----------- | ------ | ------ | ------ |
| 2019-2020       | Zurigo II       | PL              | 3          | 0          |                 | -               | -               |                    | -                  | -                  |             | -           | -           | 3      | 0      |        |
| 2020-2021       | Zurigo II       | PL              | 10         | 2          |                 | -               | -               |                    | -                  | -                  |             | -           | -           | 10     | 2      |        |
| 2021-2022       | Zurigo II       | PL              | 15         | 0          |                 | -               | -               |                    | -                  | -                  |             | -           | -           | 15     | 0      |        |
| 2019-2020       | Zurigo          | ASL             | 1          | 0          | CS              | 0               | 0               |                    | -                  | -                  |             | -           | -           | 1      | 0      |        |
| 2020-2021       | Zurigo          | ASL             | 19         | 0          | CS              | 0               | 0               |                    | -                  | -                  |             | -           | -           | 19     | 0      |        |
| 2021-2022       | Zurigo          | ASL             | 5          | 0          | CS              | 1               | 0               |                    | -                  | -                  |             | -           | -           | 6      | 0      |        |
| 2022-2023       | Wil             | ChL             | 35         | 3          | CS              | 3               | 1               |                    | -                  | -                  |             | -           | -           | 38     | 4      |        |
| 2023-2024       | Zurigo II       | 1L              | 1          | 0          |                 | -               | -               |                    | -                  | -                  |             | -           | -           | 1      | 0      |        |
| 2023-2024       | Zurigo          | ASL             | 8          | 0          | CS              | 3               | 0               |                    | -                  | -                  |             | -           | -           | 11     | 0      |        |
| Totale carriera | Totale carriera | Totale carriera | 97         | 5          |                 | 7               | 1               |                    | -                  | -                  |             | -           | -           | 104    | 6      |        |

## Palmarès
- Campionato svizzero: 1

Zurigo: 2021-2022